# Pielmannetje

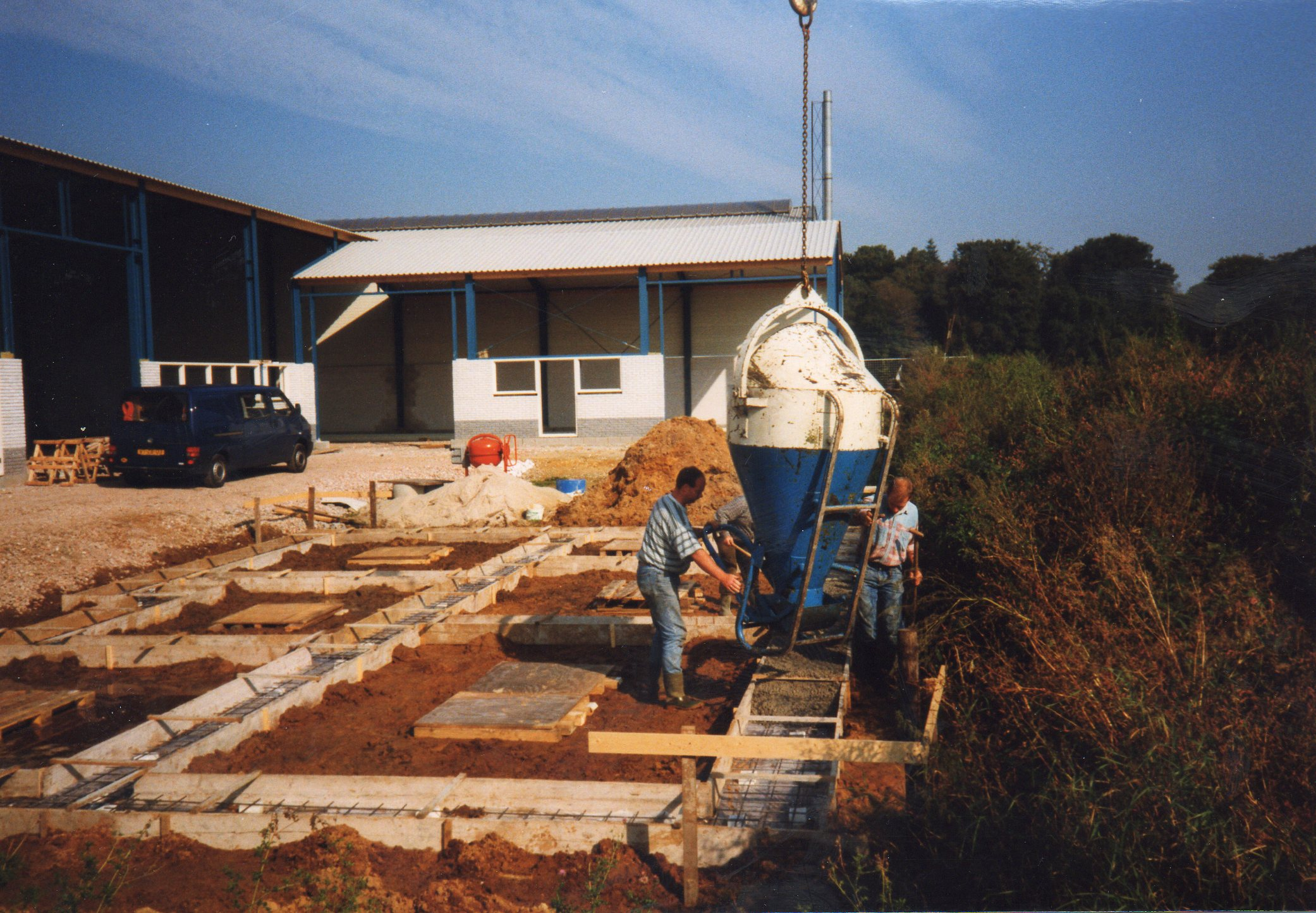
Betonstort voor een fundering. De pielmannetjes zijn bovenop aangebracht om het bekistingswerk aan beide zijden van de funderingsbalk op afstand te houden.

Een pielmannetje (ook wel pieleman genoemd) is in de bouwkunde een houten lat die als afstandhouder bij bekistingen wordt aangebracht. Met name bij het betonstorten en de uitharding kunnen aan de bovenzijde van de bekisting aangebrachte pielmannetjes er op eenvoudige wijze voor zorgen dat de bekisting de juiste vorm behoudt en niet wijkt.

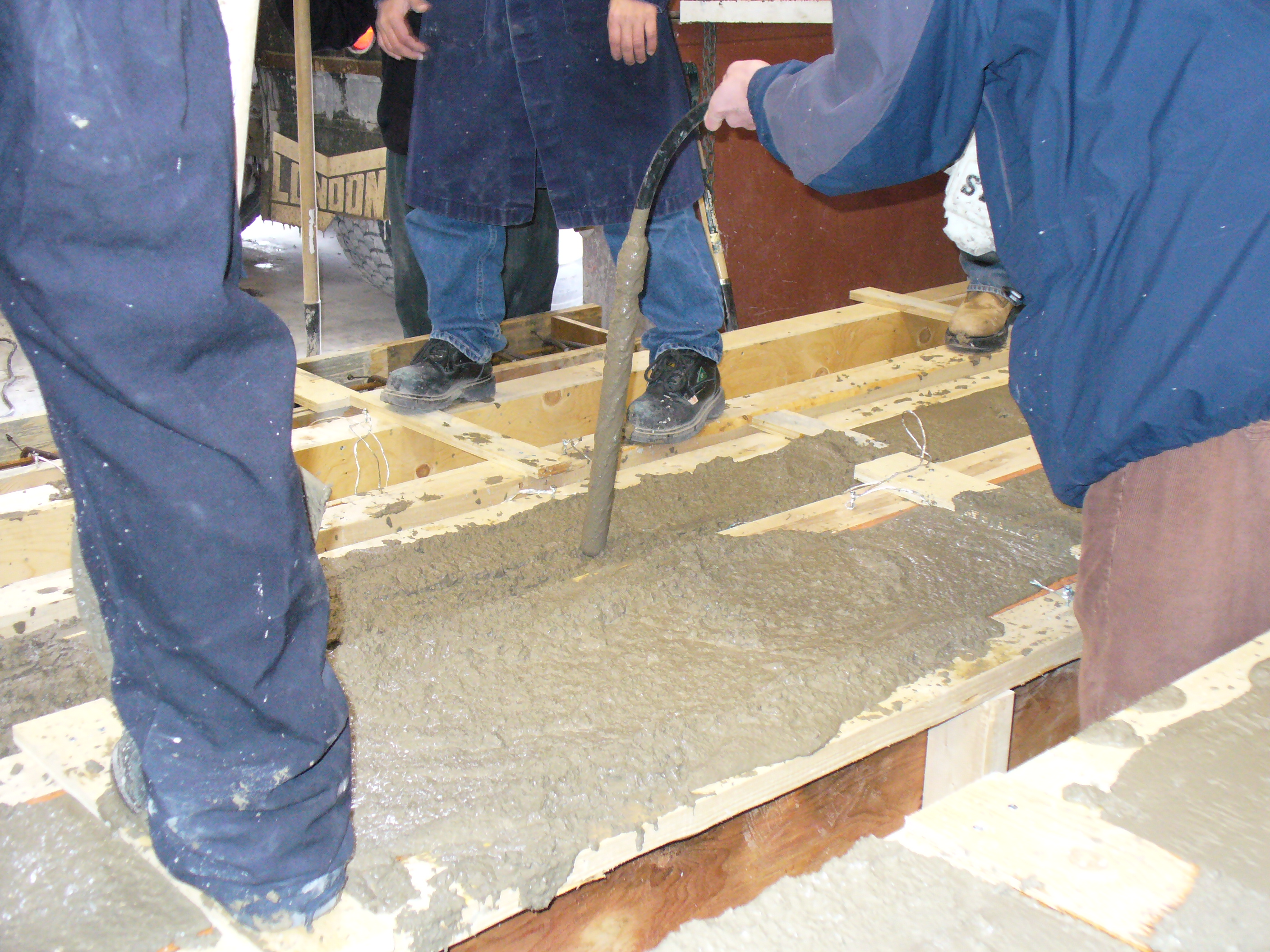
Close-up van vers gestorte beton met pielmannetjes zichtbaar.